# Автономная система дифференциальных уравнений
Автономная система дифференциальных уравнений (другое название: стационарная система дифференциальных уравнений) — частный случай системы дифференциальных уравнений, когда в неё явно не входит независимая переменная {\displaystyle t}.
Автономная система в нормальном виде (её также называют динамической системой) имеет вид:
{\displaystyle {\frac {dx_{k}}{dt}}=f_{k}(x_{1},...,x_{n}),\,k=1,...,n}
или в векторной записи:
{\displaystyle {\frac {d{\bar {x}}}{dt}}={\bar {f}}({\bar {x}})}

## Приведение к автономному виду
Любую систему дифференциальных уравнений можно свести к автономной, введя дополнительную вспомогательную функцию {\displaystyle x_{n+1}}, заменив ею аргумент {\displaystyle t} там, где он входит явно, и дополнив систему ещё одним уравнением {\displaystyle {\frac {dx_{n+1}}{dt}}=1}. Такая замена, однако, имеет преимущественно теоретическое значение, так как увеличивает размерность системы с {\displaystyle n} на {\displaystyle n+1}, что усложняет структуру семейства решений. Встречается, впрочем, и практический интерес такой замены. В численных методах для жестких систем бывает удобно перейти к аргументу «длина дуги», это производится следующим соотношением {\displaystyle dl={\sqrt {dt^{2}+\sum \limits _{i=1}^{n}dx_{i}^{2}}}}, которое, фактически, является длиной дуги интегральной кривой в n+1-мерном пространстве.

## Свойства автономной системы
Если {\displaystyle {\bar {x}}={\bar {x}}(t)} — решение автономной системы дифференциальных уравнений (в векторном виде), то эта функция остаётся решением и при сдвиге аргумента. Автономная система моделирует автономные процессы, то есть процессы, не подверженные внешним влияниям, и стационарные процессы, то есть процессы, установившиеся во времени. Все эти процессы полностью определяются начальными значениями переменных состояния, то есть {\displaystyle x_{1},\dots ,x_{n}}, и не зависят от выбора начального значения аргумента {\displaystyle t}.